# Iona

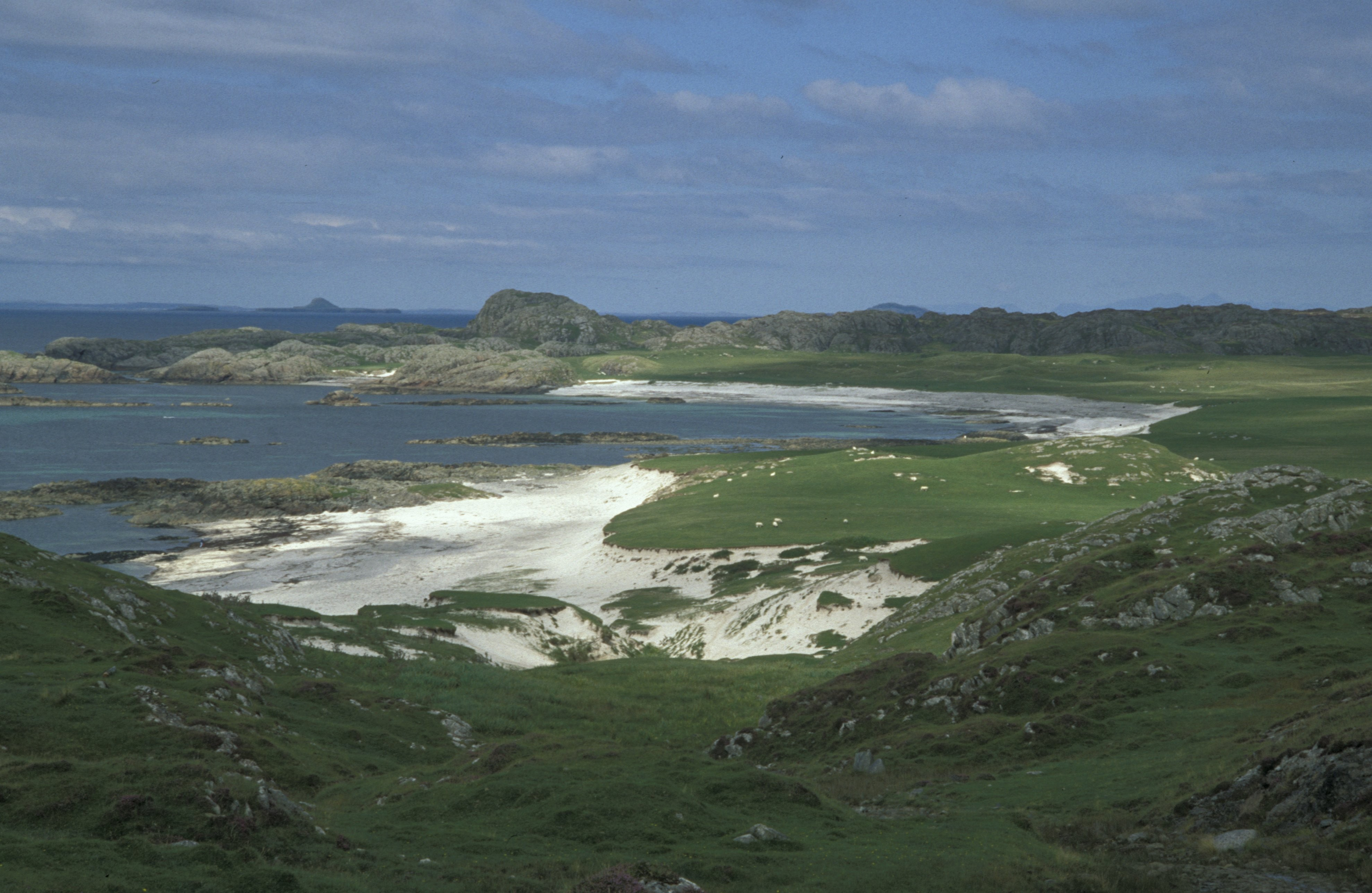
Ostrov Iona

Iona je malý ostrov souostroví Vnitřní Hebridy na západně od pevninské části Skotska. Po čtyři století byl centrem keltského křesťanství. Je oceňován pro klid a přírodní krásy a je oblíbeným cílem turistiky.

## Geografie
Ostrov Iona se nachází asi 1,5 km od pobřeží ostrova Mull. Je asi 1,5 km široký a 5,6 km dlouhý a trvale je obydlen asi 125 obyvateli. Povrch ostrova je pokryt vrstvou čedičové lávy a podobně jako na jiných ostrovech, které jsou vystaveny působení oceánských větrů, se zde nachází pouze malé množství stromů. Nejvyšším bodem ostrova je Dùn Ì vysoký 101 metrů nad mořem.
Osídlení je soustředěno především u zálivu St Ronan na východní straně ostrova ve vesnici Baile Mòr. V ní se nachází základní škola, poštovní úřad a dva hotely. Opatství a MacLeodovo centrum se nachází nedaleko odsud na sever.

## Dějiny

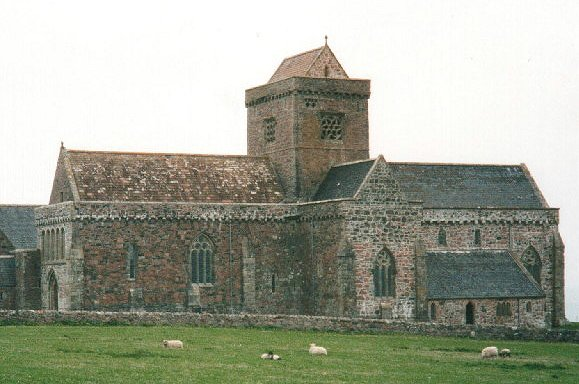
Ionský klášter

Roku 563 byl sv. Kolumba vypovězen z rodného Irska za účast na bitvě u Cúl Dreimhne. Spolu s dalšími 12 mnichy na ostrově založili klášter. Odsud zahájili obrácení pohanského Skotska a severní Anglie na křesťanství. Sláva Iony jako centra vzdělanosti a křesťanských misií se rozšířila až do Evropy a klášter se stal poutním místem. Ostrov se stal svatým místem, kde bylo pohřbeno několik králů Skotska, Irska a Norska.
Existují názory, že zde na konci 8. století na počest sv. Kolumba vznikla část latinského rukopisu Book of Kells. Od roku 794 se ostrov stával terčem nájezdů Vikingů, kteří vyloupili mnoho z pokladů kláštera. Kolumbovy pozůstatky byly roku 849 rozděleny mezi Skotsko a Irsko a odvezeny z Iony.
Roku 1208 zde byl založen benediktinský klášter. Budova kláštera, která se dochovala do současnosti, pochází již z roku 1203. Během reformace bylo mnoho staveb zbořeno a 360 vyřezávaných křížů zničeno.